# Paracycling-Straßenweltmeisterschaften 2014
Die Paracycling-Straßenweltmeisterschaften 2014 fanden vom 28. August bis zum 1. September 2014 in Greenville, South Carolina, statt. Es waren die ersten Paracycling-Straßenweltmeisterschaften in den Vereinigten Staaten seit 1998 in Colorado Springs.
Am Start waren 291 Sportlerinnen und Sportler aus 44 Ländern.

## Resultate

### Zeitfahren Klasse B
| Frauen – WB (24,9 km) |                             |              |               |
| #                     | Fahrerin/Pilotin            | Nationalität | Zeit          |
|                       | Yurie Kanuma/ Mai Tanaka    | JPN          | 34:46,04 min  |
|                       | Emma Foy/ Laura Fairweather | NZL          | + 51,14 s     |
|                       | Lora Turnham/ Corinne Hall  | GBR          | + 1:25,18 min |

| Männer – MB (24,9 km) |                                  |              |            |
| #                     | Fahrer/Pilot                     | Nationalität | Zeit       |
|                       | Ivano Pizzi/ Lucca Pizzi         | ITA          | 31:26,98 h |
|                       | Vincent ter Schure/ Timo Fransen | NED          | + 13,79 s  |
|                       | Marcin Polak/ Michael Ladosz     | POL          | + 22,54 s  |

### Straßenrennen Klasse B
| Frauen – WB (69,3 km) |                                          |              |           |
| #                     | Fahrerin/Pilotin                         | Nationalität | Zeit      |
|                       | Laura Turnham/ Corinne Hall              | GBR          | 2:08,28 h |
|                       | Katie-George Dunlevy/ Eve McCrystal      | IRL          | gl. Zeit  |
|                       | Jozefa Benitez Guzman/ Judit Masdeu Cort | ESP          | gl. Zeit  |

| Männer – MB (108,9 km) |                                             |              |            |
| #                      | Fahrer/Pilot                                | Nationalität | Zeit       |
|                        | Carlos Gonzalez Garcia/ Noel Martin Infante | ESP          | 02:23,07 h |
|                        | Damien Debeaupuits/ Mickaël Dhinnin         | FRA          | gl. Zeit   |
|                        | Rinne Oost/ Cor van Leeuwen                 | NED          | + 2:49 min |

### Zeitfahren Klasse C
| #             | Fahrerin               | Nationalität | Zeit (min)      |
| ------------- | ---------------------- | ------------ | --------------- |
| WC1 (16,6 km) |                        |              |                 |
|               | Jayme Richardson       | GBR          | 39:22,55        |
|               | Jieli Li               | CHN          | 43:43,70        |
| WC2 (16,6 km) |                        |              |                 |
|               | Allison Jones          | USA          | 27:53,74        |
|               | Raquel Acinas Poncelas | ESP          | 29:01,89        |
|               | Zeng Sini              | CHN          | 29:17,91        |
| WC3 (16,6 km) |                        |              |                 |
|               | Jamie Whitmore         | USA          | 26:28,92        |
|               | Denise Schindler       | DEU          | disqualifiziert |
| WC4 (16,6 km) |                        |              |                 |
|               | Megan Fisher           | USA          | 26:00,51        |
|               | Shawn Morelli          | USA          | 26:20,41        |
|               | Susan Powell           | AUS          | 26:53,32        |
| WC5 (16,6 km) |                        |              |                 |
|               | Sarah Storey           | GBR          | 23:41,91        |
|               | Anna Harkowska         | POL          | 24:31,11        |
|               | Samantha Heinrich      | USA          | 25:06,33        |

| #             | Fahrer               | Nationalität | Zeit (min) |
| ------------- | -------------------- | ------------ | ---------- |
| MC1 (16,6 km) |                      |              |            |
|               | Michael Teuber       | DEU          | 24:42,78   |
|               | Giancarlo Masini     | ITA          | 25:56,73   |
|               | Li Zhangyu           | CHN          | 25:58,57   |
| MC2 (16,6 km) |                      |              |            |
|               | Aaron Keith          | USA          | 24:19,37   |
|               | Arslan Gilmutdinow   | RUS          | 24:45,92   |
|               | Liang Guihua         | CHN          | 24:54,81   |
| MC3 (16,6 km) |                      |              |            |
|               | Eoghan Clifford      | IRL          | 22:44,61   |
|               | Sergei Ustinow       | RUS          | 23:19,49   |
|               | Fabio Anobile        | ITA          | 23:31,70   |
| MC4 (16,6 km) |                      |              |            |
|               | Jiri Bouska          | CZE          | 33:24,33   |
|               | Jozef Metelka        | SLO          | 33:30,28   |
|               | Sergei Pudow         | RUS          | 33:48,93   |
| MC5 (16,6 km) |                      |              |            |
|               | Jehor Dementjew      | UKR          | 32:36,81   |
|               | Wolfgang Eibeck      | AUT          | 32:43,29   |
|               | Daniel Abraham Gebru | NED          | 33:26,11   |

### Straßenrennen Klasse C
| #                      | Fahrerin                | Nationalität | Zeit        |
| ---------------------- | ----------------------- | ------------ | ----------- |
| Frauen – WC1 (30,6 km) |                         |              |             |
|                        | Li Jieli                | CHN          | 1:14,59 h   |
|                        | Jayme Richardson        | AUS          | gl. Zeit    |
| Frauen – WC2 (51 km)   |                         |              |             |
|                        | Allison Jones           | USA          | 1:36,20 h   |
|                        | Raquel Ancinas Poncelas | ESP          | + 2,12 min  |
|                        | Alyda Norbruis          | NED          | + 6,35 min  |
| Frauen – WC3 (51 km)   |                         |              |             |
|                        | Jamie Whitmore          | USA          | 1:35,54 h   |
|                        | Denise Schindler        | GER          | gl. Zeit    |
| Frauen – WC4 (61,2 km) |                         |              |             |
|                        | Shawn Morelli           | USA          | 1:32:52 h   |
|                        | Susan Powell            | AUS          | gl. Zeit    |
|                        | Ruan Jianping           | CHN          | + 15,58 min |
| Frauen – WC5 (61,2 km) |                         |              |             |
|                        | Sarah Storey            | GBR          | 1:32,12 h   |
|                        | Anna Harkowska          | POL          | gl. Zeit    |
|                        | Mariela Analia Delgado  | ARG          | gl. Zeit    |

| #                      | Fahrer                      | Nationalität | Zeit       |
| ---------------------- | --------------------------- | ------------ | ---------- |
| Männer – MC1 (61,2 km) |                             |              |            |
|                        | Pierre Senska               | GER          | 1:32,14 h  |
|                        | Michael Teuber              | GER          | gl. Zeit   |
|                        | Arnoud Nijhuis              | NED          | gl. Zeit   |
| Männer – MC2 (61,2 km) |                             |              |            |
|                        | Alvaro Galvis Becerra       | COL          | 1:32,13 h  |
|                        | Ivo Koblasa                 | CZE          | gl. Zeit   |
|                        | Victor Hugo Garrido Marquez | VEN          | gl. Zeit   |
| Männer – MC3 (71,4 km) |                             |              |            |
|                        | Eoghan Clifford             | IRL          | 1:47,46 h  |
|                        | Steffen Warias              | GER          | + 1,52 min |
|                        | Fabio Anobile               | ITA          | gl. Zeit   |
| Männer – MC4 (81,6 km) |                             |              |            |
|                        | Michele Pittacolo           | ITA          | 1:54,24 h  |
|                        | Sergei Pudow                | RUS          | gl. Zeit   |
|                        | Jiri Bouska                 | CZE          | gl. Zeit   |
| Männer – MC5 (81,6 km) |                             |              |            |
|                        | Alistair Donohoe            | AUS          | 1:54,24 h  |
|                        | Laura Cesar Chaman          | BRA          | gl. Zeit   |
|                        | Jose Frank Rodriguez        | DOM          | gl. Zeit   |

### Zeitfahren Klasse T
| #                     | Fahrerin          | Nationalität | Zeit (min) |
| --------------------- | ----------------- | ------------ | ---------- |
| Frauen – T1 (8,3 km)  |                   |              |            |
|                       | Shelley Gautier   | CAN          | 21:10,68   |
|                       | Bianca Woolford   | AUS          | 23:20,44   |
|                       | Swetlana Perowa   | RUS          | 30:32,28   |
| Frauen – T2 (16,6 km) |                   |              |            |
|                       | Carol Cooke       | AUS          | 31:23,46   |
|                       | Marie-Eve Croteau | CAN          | 33:35,97   |
|                       | Jill Walsh        | USA          | 35:41,29   |

| #                     | Fahrer            | Nationalität | Zeit (min) |
| --------------------- | ----------------- | ------------ | ---------- |
| Männer – T1 (8,3 km)  |                   |              |            |
|                       | Quentin Aubague   | FRA          | 18:25,66   |
|                       | Jiri Hindr        | CZE          | 18:53,79   |
|                       | Sergei Semoschkin | RUS          | 19:27,67   |
| Männer – T2 (16,6 km) |                   |              |            |
|                       | Hans-Peter Durst  | GER          | 28:31,15   |
|                       | Ryan Boyle        | USA          | 29:59,37   |
|                       | David Stone       | GBR          | 30:33,03   |

### Straßenfahren Klasse T
| #                      | Fahrerin         | Nationalität | Zeit (h) |
| ---------------------- | ---------------- | ------------ | -------- |
| Frauen – WT1 (20,4 km) |                  |              |          |
|                        | Shelley Gautier  | CAN          | 0:56,34  |
|                        | Bianca Woolford  | AUS          | 0:56,57  |
|                        | Julia Sibagatowa | RUS          | 0:58,13  |
| Frauen – WT2 (30,6 km) |                  |              |          |
|                        | Carol Cooke      | AUS          | 1:02,43  |
|                        | Jill Walsh       | USA          | 1:10,12  |
|                        | Jana Majunke     | GER          | 1:16,25  |

| #                      | Fahrer            | Nationalität | Zeit (min) |
| ---------------------- | ----------------- | ------------ | ---------- |
| Männer – MT1 (20,4 km) |                   |              |            |
|                        | Quentin Aubague   | FRA          | 47,13      |
|                        | Jiri Hindr        | CZE          | 49,18      |
|                        | Sergei Semoschkin | RUS          | 49,41      |
| Männer – T2 (30,6 km)  |                   |              |            |
|                        | Hans-Peter Durst  | GER          | 46,59      |
|                        | David Stone       | GBR          | gl. Zeit   |
|                        | Giorgio Farroni   | ITA          | gl. Zeit   |

### Zeitfahren Klasse H
| #                      | Fahrerin               | Nationalität | Zeit (min) |
| ---------------------- | ---------------------- | ------------ | ---------- |
| Frauen – WH2 (16,6 km) |                        |              |            |
|                        | Justine Asher          | RSA          | 48:49,85   |
| Frauen – WH3 (16,6 km) |                        |              |            |
|                        | Alicia Brelsford Dana  | USA          | 31:56,04   |
|                        | Karen Darke            | GBR          | 32:12,95   |
|                        | Renata Kaluza          | POL          | 33:27,14   |
| Frauen – WH4 (16,6 km) |                        |              |            |
|                        | Doyeon Lee             | KOR          | 30:51,50   |
|                        | Swetlana Moschkowitsch | RUS          | 31:10,44   |
|                        | Christiane Reppe       | DEU          | 31:30,18   |
| Frauen – WH5 (16,6 km) |                        |              |            |
|                        | Andrea Eskau           | GER          | 29:19,70   |
|                        | Laura de Vaan          | NLD          | 29:34,48   |
|                        | Dorothee Vieth         | DEU          | 30:15,36   |

| #                      | Fahrer                  | Nationalität | Zeit (min) |
| ---------------------- | ----------------------- | ------------ | ---------- |
| Männer – MH1 (8,3 km)  |                         |              |            |
|                        | Timothy Williams        | NZL          | 22:34,74   |
|                        | Nicolas Pieter Du Preez | RSA          | 22:55,83   |
|                        | Teppo Polvi             | FIN          | 23:39,98   |
| Männer – MH2 (16,6 km) |                         |              |            |
|                        | William Groulx          | USA          | 29:28,31   |
|                        | Luca Mazzone            | ITA          | 29:54,51   |
|                        | Mark Rohan              | IRL          | 31:16,53   |
| Männer – MH3 (16,6 km) |                         |              |            |
|                        | Heinz Frei              | CHE          | 25:54,70   |
|                        | Vittorio Podestà        | ITA          | 26:00,84   |
|                        | William Lachenauer      | USA          | 26:19,14   |
| Männer – MH4 (16,6 km) |                         |              |            |
|                        | Rafał Wilk              | POL          | 25:16,47   |
|                        | Joel Jeannot            | FRA          | 25:40,85   |
|                        | Thomas Frühwirth        | AUT          | 25:52,95   |
| Männer – MH5 (16,6 km) |                         |              |            |
|                        | Alessandro Zanardi      | ITA          | 25:21,98   |
|                        | Ernst van Dyk           | RSA          | 25:52,95   |
|                        | Tim de Vries            | NLD          | 25:57,26   |

### Straßenrennen Klasse H
| #                      | Fahrerin               | Nationalität | Zeit (h) |
| ---------------------- | ---------------------- | ------------ | -------- |
| Frauen – WH2 (51 km)   |                        |              |          |
|                        | Justine Asher          | RSA          | 1:20,06  |
| Frauen – WH3 (51 km)   |                        |              |          |
|                        | Renata Kaluza          | POL          | 1:57,53  |
|                        | Alicia Brelsford Dana  | USA          | gl. Zeit |
|                        | Karen Darke            | GBR          | 1:45,16  |
| Frauen – WH4 (51 km)   |                        |              |          |
|                        | Christiane Reppe       | DEU          | 1:37,47  |
|                        | Swetlana Moschkowitsch | RUS          | 1:37,50  |
|                        | Doyeon Lee             | KOR          | ´1:40,13 |
| Frauen – WH5 (16,6 km) |                        |              |          |
|                        | Andrea Eskau           | GER          | 1:39,45  |
|                        | Laura de Vaan          | NLD          | gl. Zeit |
|                        | Dorothee Vieth         | GER          | 1:39,56  |

| #                      | Fahrer                  | Nationalität | Zeit (h) |
| ---------------------- | ----------------------- | ------------ | -------- |
| Männer – MH1 (33 km)   |                         |              |          |
|                        | Nicolas Pieter Du Preez | RSA          | 1:22,33  |
|                        | Teppo Polvi             | FIN          | 1:29,15  |
|                        | Timothy Williams        | NZL          | 1:29,14  |
| Männer – MH2 (55 km)   |                         |              |          |
|                        | Luca Mazzone            | ITA          | 1:34,03  |
|                        | William Groulx          | USA          | 1:35,23  |
|                        | Tobias Fankhauser       | SUI          | 1:43,17  |
| Männer – MH3 (61,2 km) |                         |              |          |
|                        | Vittorio Podestà        | ITA          | 1:38,33  |
|                        | Heinz Frei              | CHE          | 1:40,25  |
|                        | Walter Ablinger         | AUT          | 1:41,47  |
| Männer – MH4 (61,2 km) |                         |              |          |
|                        | Joel Jeannot            | FRA          | 1:38,08  |
|                        | Vico Merklein           | GER          | gl. Zeit |
|                        | Arakadiusz Skrzypinski  | POL          | gl. Zeit |
| Männer – MH5 (61,2 km) |                         |              |          |
|                        | Ernst van Dyk           | RSA          | 1:43,04  |
|                        | Alessandro Zanardi      | ITA          | gl. Zeit |
|                        | Tim de Vries            | NLD          | + 0,03 s |

### Handbike-Staffel Männer (22,5 km)
| Platz | Land               | Athleten                                         | Zeit (min) |
| ----- | ------------------ | ------------------------------------------------ | ---------- |
| 1     | Italien            | Vittorio Podestà/Luca Mazzone/Alessandro Zanardi | 34:13      |
| 2     | Vereinigte Staaten | William Groulx/William Lachenauer/Daniel Cnossen | 34:52      |
| 3     | Schweiz            | Jean-Marc Berset/Tobias Fankhauser/Heinz Frei    | 36:01      |